# Isabel Dias
Isabel Dias (século XVI) foi uma combatente portuguesa no segundo cerco de Diu.

## Biografia
Junto com Isabel Madeira (capitã), e com Garcia Rodrigues, Isabel Fernandes, Catarina Lopes, formou um grupo de combatentes femininas que lutou na frente da batalha contra os turcos, no segundo cerco de Diu, em (1546).

Este feito encontra-se registado nas Décadas de Diogo de Couto, e numa revista de 1842 foi assim descrito:
Do primeiro cerco de Diu, passemos ao segundo. Este (que sustentou com valor digno da sua pessoa o famoso e esclarecido Capitão D. João Mascarenhas, no tempo do memoravel D. João de Castro, um dos maiores homens, que com grande credito seu, e igual gloria de Portugal, governou os Estados da India) foi certamente pelas circumstancias que se lhe juntárão muito mais formidavel que o primeiro. Por este motivo se formou uma grande Companhia de mulheres, para que unido um e outro esforço, masculino e feminino, pudesse mais fortemente resistir á furia dos inimigos. Entre aquellas ficárão em memoria os nomes de Garcia Rodrigues, Isabel Dias, Catharina Lopes, e Isabel Fernandes, governando a todas como Capitão Isabel Madeira. Estas, de tal sorte se houverão neste memoravel cerco, que não só acodião aos reparos dos muros e baluartes, senão que, ajudando aos mesmos Soldados, a ellas se deveo o não ser rendida aquella Fortaleza.